# Grabengasse 220

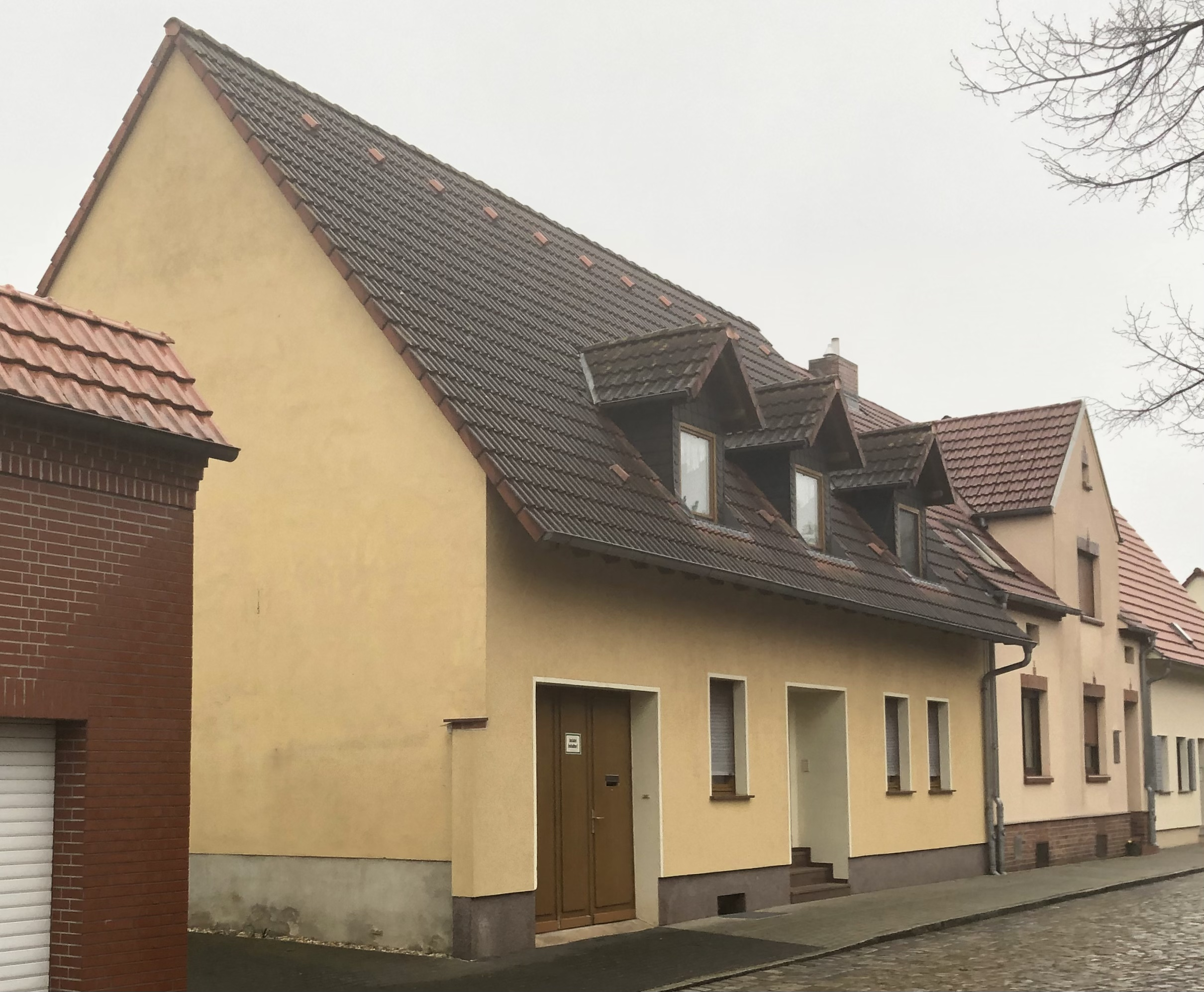
Grabengasse 220 im Jahr 2022

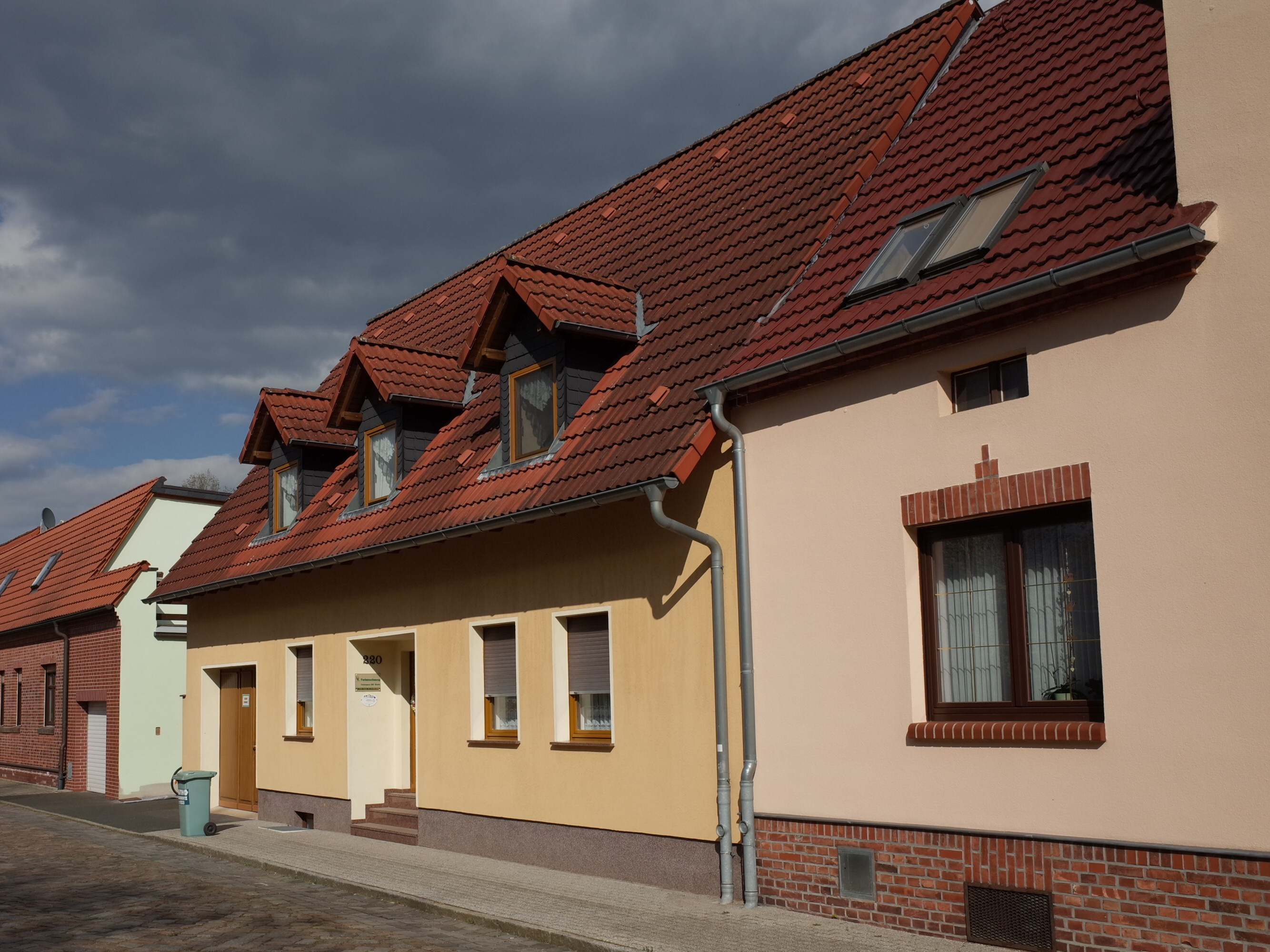
2016

Die Grabengasse 220 ist ein ehemals denkmalgeschütztes Wohnhaus in Oranienbaum-Wörlitz in Sachsen-Anhalt.

## Lage
Das Gebäude befindet sich im nördlichen Teil des Ortsteils Wörlitz, auf der Ostseite der Grabengasse. 

## Architektur und Geschichte
Das eingeschossige verputzte Fachwerkhaus entstand in der Zeit um das Jahr 1800 und ähnelt in seiner Bauform der etwas weiter südlich gelegenen Grabengasse 219. Es besteht ein Drempelgeschoss. Oberhalb des rechten Fensters befand sich eine kleine Ladeluke. Bedeckt ist der Bau von einem hohen Satteldach. Zur Hauseingangstür führt eine kleine Treppe.
Bei Umbauten wurde wohl Anfang des 21. Jahrhunderts das äußere Erscheinungsbild deutlich verändert. Die Ladeluke und die Fensterläden wurden entfernt. Die alten hölzernen Kreuzstockfenster wurden durch moderne Fenster ersetzt. In der linken Haushälfte wurde eine Fensteröffnung entfernt und durch eine Garageneinfahrt ersetzt. Auf dem Dach entstanden drei Dachgauben.
Im Denkmalverzeichnis des Landes Sachsen-Anhalt war das Wohnhaus unter der Erfassungsnummer 094 40706 als Baudenkmal eingetragen. Nach Durchführung von Maßnahmen ging die Denkmaleigenschaft verloren. 2024 wurde das Haus aus dem Denkmalverzeichnis gestrichen.